# Coenosia lineatipes
Coenosia lineatipes är en tvåvingeart som först beskrevs av Zetterstedt 1845.  Coenosia lineatipes ingår i släktet Coenosia, och familjen husflugor. Arten är reproducerande i Sverige.